# 無限的未知
《無限的未知》（日语：無限のリヴァイアス）是日本動畫，於1999年10月6日－2000年3月29日東京電視台放送。全26話。

## 概要
2137年、大規模的太陽耀斑出現，高密度的電漿雲覆蓋太陽系的黃道面的南半面、地球南半球被破壞、17億人死亡。
2225年、地球的衛星軌道上的太空人養成學校，遭受不明攻擊，失去控制後，墜落中……。在墜毀前，隱藏在內部的外洋型航宙可潜艦「黑Ryvius」起動。
教官全員殉職、避難中的少年少女487人……。

## 登場人物

### 主要成員
相葉昴治（聲：白鳥哲）
主人公。地球出身。
相葉祐希（聲：保志總一朗）
昴治的弟弟。地球出身。
尾瀨育巳（聲：關智一）
木星圏出身。
艾雅茲·布魯（聲：檜山修之）
土星圈許珀里翁（土衛七）出身。
蓬仙葵（聲：桑島法子）
地球出身。
和泉梢（聲：丹下櫻）
月球出身。
由莉·巴哈那（聲：冰上恭子）
孤兒院出身。
路克遜·北條（聲：島田敏）
名門家系北條家出身。
巴特·凱貝爾（聲：南央美）
教官的兒子。
卡蓮·路茲洛那（聲：冰上恭子）
第2操船課所屬。
法奈·S·篠崎（聲：愛河花子）
天王星圏泰坦尼亞（天衛三）出身。
妮亞（聲：佐久間玲）
ryvius上的操作系統 s-fix 的實體化。

### 操船科二期生
（聲：千葉一伸）
（聲：長澤直美（現永澤菜教）））
（聲：保志總一朗）
（聲：遠近孝一）
查理（聲：櫻井敏治）
（聲：豐口惠）
（聲：南央美）
（聲：檜山修之）

### 藍組成員
（聲：長澤直美）
（聲：堀江由衣）
（聲：江川央生）
（聲：檜山修之）
（聲：菅原淳一）

### 一般學生
（聲：愛河花子）
雅明弘（聲：櫻井敏治）
（聲：高橋美佳子）
（聲：桑島法子）
（聲：豐口惠）
（聲：高橋美佳子）
（聲：島田敏）
（聲：遠近孝一）
（聲：飯塚雅弓）

### 大人
（聲：若本規夫）
（聲：堀内賢雄）
（聲：中嶋聰彦）
下村由吉（聲：菅原正志）
矩繼真琴（聲：遠近孝一）
（聲：辻親八）
（聲：愛河花子）

### 其他
（聲：佐久間玲）
（聲：冰上恭子）

## 工作人員
- 原案：矢立肇
- 企劃：サンライズ
- 系列構成：黑田洋介
- 人物設定：平井久司
- 機械設定：山根公利
- スペシャルコンセプター：野崎透
- 美術監督：池田繁美
- 色彩設計：歌川律子
- 撮影監督：白井久男
- 編集：高山智江子
- 音樂：服部克久、M. I. D.
- 音響監督：浦上靖夫
- 音響効果：庄司雅弘(フィズサウンドクリエイション
- 音樂製作人：櫻井裕子
- 音樂制作・協力：ビクターエンタテインメント、フェイスミュージック、TV TOKYO MUSIC
- 製作人：東不可止（TV TOKYO）、高城一典（讀賣廣告社）、古澤文邦（SUNRISE）
- 監督：谷口悟朗
- 製作：TV TOKYO、讀賣廣告社、サンライズ
- 著作：1999 SUNRISE INC.、東京電視台

### 主題曲
- 片頭曲《Dis-》

作詞：岩里祐穗、作曲：M. Rie、編曲：M. I. D.、歌：有坂美香
- 片尾曲《夢を過ぎても》

作詞：北川惠子、作曲・編曲：服部克久、歌：有坂美香

## 各話標題
| 話數   | 中文標題       | 原文標題 | 脚本       | 画コンテ          | 演出              | 作画監督                                             | EDタイトルバック                            | EDコメント       | 放送日         |
| ------ | -------------- | -------- | ---------- | ----------------- | ----------------- | ---------------------------------------------------- | ------------------------------------------- | ---------------- | -------------- |
| Sere1  | 該來的時刻     |          | 黒田洋介   | 谷口悟朗          | 谷口悟朗          | 平井久司（総作監） 斉藤久（キャラ） 鈴木竜也（メカ） | 相葉昴治                                    | Reveal us        | 1999年 10月6日 |
| Sere2  | 多管閒事       |          | 黒田洋介   | 西山明樹彦        | 西山明樹彦        | 門智昭（キャラ） 吉田徹（メカ）                      | 尾瀬イクミ                                  | Reveal us        | 10月13日       |
| Sere3  | 飛越海洋       |          | 黒田洋介   | 吉本毅            | 吉本毅            | ウエダヨウイチ                                       | ユイリィ・バハナ                            | Revise us        | 10月20日       |
| Sere4  | RYVIUS之環     |          | 黒田洋介   | 大橋誉志光        | 大橋誉志光        | 西田亜沙子                                           | ルクスン北条                                | Revise us        | 10月27日       |
| Sere5  | 細小的團體     |          | 黒田洋介   | 西山明樹彦        | 西山明樹彦        | 斉藤久（キャラ） 鈴木竜也（メカ）                    | 相葉祐希                                    | Revise us        | 11月3日        |
| Sere6  | 我的瞬間       |          | 黒田洋介   | 吉本毅            | 吉本毅            | 門智昭（キャラ） 吉田徹（メカ）                      | 蓬仙あおい                                  | Revise us        | 11月10日       |
| Sere7  | 改變的時刻     |          | 黒田洋介   | 北村真咲          | 北村真咲          | 寺岡巌                                               | エアーズ・ブルー                            | Review the Earth | 11月17日       |
| Sere8  | 不知道         |          | 黒田洋介   | やまざきかずお    | 西山明樹彦        | ウエダヨウイチ                                       | ファイナ・S・篠崎                           | Review the Earth | 11月24日       |
| Sere9  | V.GD           |          | 竹田裕一郎 | 山中英治          | 吉本毅            | 斉藤久（キャラ） 鈴木竜也（メカ）                    | シュタイン・ヘイガー カラボナ・ギニー       | Review the Earth | 12月1日        |
| Sere10 | 就算不相信     |          | 竹田裕一郎 | やまざきかずお    | 北村真咲          | 寺岡巌                                               | グラン・マクダニエル ソン・ドッポ           | Review the Earth | 12月8日        |
| Sere11 | 在慶典之後     |          | 黒田洋介   | 大橋誉志光        | 大橋誉志光        | 西田亜沙子                                           | フー・ナムチャイ リュー・ギイル             | Review the Earth | 12月15日       |
| Sere12 | 未來的去向     |          | 黒田洋介   | 谷口悟朗          | 西山明樹彦        | 門智昭                                               | ラーフラ                                    | Review the Earth | 12月22日       |
| Sere13 | 只有互相接觸   |          | 黒田洋介   | 池田成            | 北村真咲          | 寺岡巌                                               | クリフ・ケイ チャーリー                     | Reverie of us    | 12月29日       |
| Sere14 | 在意太多       |          | 黒田洋介   | やまざきかずお    | 西山明樹彦        | ウエダヨウイチ                                       | カレン・ルシオラ エリナ・リグビー           | Reverie of us    | 2000年 1月5日  |
| Sere15 | 隨著情勢變化   |          | 黒田洋介   | 山中英治          | 吉本毅            | 斉藤久（キャラ） 鈴木竜也（メカ）                    | ミシェル・ケイ ブライアン・ブラブ・ジュニア | Reverie of us    | 1月12日        |
| Sere16 | 扭曲的世界     |          | 黒田洋介   | 杉島邦久          | 杉島邦久          | 寺岡巌                                               | クライス・モラーテ アインス・クロフォード   | Reverie of us    | 1月19日        |
| Sere17 | 放肆的秩序     |          | 黒田洋介   | やまざきかずお    | 西山明樹彦        | 門智昭（キャラ） 吉田徹（メカ）                      | チック・グラート ケヴィン・グリーン         | Reverie of us    | 1月26日        |
| Sere18 | 無法諒解       |          | 黒田洋介   | 池田成            | 北川正人          | 杉光登                                               | 和泉こずえ                                  | Reverie of us    | 2月2日         |
| Sere19 | 以笑臉面對著你 |          | 黒田洋介   | 吉本毅            | 吉本毅            | 寺岡巌                                               | 市川レイコ                                  | Reave of us      | 2月9日         |
| Sere20 | 不能放棄的事物 |          | 黒田洋介   | 大橋誉志光        | 大橋誉志光        | ウエダヨウイチ                                       | ニックス・チャイプラパッド 雅明広           | Ravenous         | 2月16日        |
| Sere21 | 不需要什麼明天 |          | 黒田洋介   | 杉島邦久          | 杉島邦久          | 西田亜沙子                                           | キブレ＝キッキ ラダン                       | Ravenous         | 2月23日        |
| Sere22 | 為了生存下去   |          | 黒田洋介   | 吉本毅            | 吉本毅            | 寺岡巌                                               | ラン・ラックモルデ パット・キャンベル       | Rave at us       | 3月1日         |
| Sere23 | 破碎的過去     |          | 黒田洋介   | 池田成            | 北川正人          | 杉光登                                               | 尾瀬イクミ                                  | Revolt us        | 3月8日         |
| Sere24 | 相葉昴治       |          | 黒田洋介   | やまざきかずお    | 大橋誉志光        | 斉藤久（キャラ） 鈴木竜也（メカ）                    | 蓬仙あおい                                  | Revolt us        | 3月15日        |
| Sere25 | 為了讓我是我   |          | 黒田洋介   | 吉本毅            | 吉本毅            | 寺岡巌                                               | 相葉昴治                                    | Revert to us     | 3月22日        |
| Sere26 | 明天           |          | 黒田洋介   | 北村真咲 谷口悟朗 | 北村真咲 谷口悟朗 | ウエダヨウイチ                                       | ネーヤ                                      | Reawake us       | 3月29日        |

## 外部連結
- （日語）http://www.sunrise-inc.co.jp/ryvius/ （页面存档备份，存于）
- （日語）http://www.b-ch.com/cgi-bin/contents/ttl/det.cgi?ttl_c=131 （页面存档备份，存于）
- （日語）無限のリヴァイアス